# Agrostis burmanica
Agrostis burmanica é uma espécie de gramínea do gênero Agrostis, pertencente à família Poaceae.